# Mesoleptus bipartitus
Mesoleptus bipartitus är en stekelart som först beskrevs av Etienne Laurent Joseph Hippolyte Boyer de Fonscolombe 1852.  Mesoleptus bipartitus ingår i släktet Mesoleptus och familjen brokparasitsteklar. Inga underarter finns listade i Catalogue of Life.